# 古奧伊達克 (亞利桑那州)
古奧伊達克（英語：Gu Oidak，亦稱為）是位於美國亞利桑那州皮馬縣的一個普查规定居民点，地名源自當地原住民Tohono Oʼodham語「大原野」之意。

## 地理
古奧伊達克的座標為31°55′14.07″N 112°1′24.71″W / 31.9205750°N 112.0235306°W，而該地的平均海拔高度為635米（即2083英尺）。該區域面積為7.087平方英里（20平方公里），全為陸地。

## 人口
2020年美國人口普查顯示該地居民有126人。